# Słomiana (Sainte-Croix)
Pour les articles homonymes, voir Słomiana.
Słomiana est une localité polonaise de la gmina de Słupia Konecka, située dans le powiat de Końskie en voïvodie de Sainte-Croix.